# КК Плана
КК Плана је српски кошаркашки клуб из Велике Плане основан 1969. Тренутно се такмичи у Првој регионалној лиги запад група А трећем рангу у кошарци.

## Играчи
- Михаило Тодоровић
- Ђорђе Милосављевић
- Филип Пејовић
- Филип Симић
- Дарко Матић
- Владимир Вранић
- Александар Рус Павлович